# BMI Film & TV Awards 1988
La 3ª edizione della cerimonia di premiazione dei BMI Film & TV Awards si è tenuta nel 1988.

## Premi
La lista seguente mostra l'elenco dei vincitori dei rispettivi premi.

### BMI Film Music Award
- Miles Goodman e Carlos Santana - La Bamba (La Bamba)
- Eric Clapton e Michael Kamen - Arma letale (Lethal Weapon)
- John Barry - 007 - Zona pericolo (The Living Daylights)
- Alan Silvestri - Una fortuna sfacciata (Outrageous Fortune)
- Alan Silvestri - Predator (Predator)
- Basil Poledouris - RoboCop (RoboCop)
- David Foster - Il segreto del mio successo (The Secret of My Success)
- Arthur B. Rubinstein - Sorveglianza... speciale (Stakeout)
- John Williams -  Le streghe di Eastwick (The Witches of Eastwick)
- David Newman - Getta la mamma dal treno (Throw Momma from the Train)

### Miglior canzone tratta da un film (Most Performed Song from a Film)
- Somewhere Out There, musica e testo di Ben E. King - Stand by Me - Ricordo di un'estate (Stand by Me)
- In Too Deep, testo di Tony Banks, Phil Collins e Mike Rutherford - Mona Lisa (Mona Lisa)
- Stand By Me, testo di James Horner, Barry Mann e Cynthia Weil - Fievel sbarca in America (An American Tail)

### BMI TV Music Award
- Bill Cosby e Stu Gardner - Tutti al college (A Different World)
- Bill Cosby e Stu Gardner - I Robinson (The Cosby Show)
- Jeff Barry e Tom Scott - Casa Keaton (Family Ties)
- Andrew Gold - Cuori senza età (The Golden Girls)
- Steve Dorff - Genitori in blue jeans (Growing Pains)
- Mike Post - Avvocati a Los Angeles (L.A. Law)
- Bruce Babcock, Artie Kane - Matlock (Matlock)
- Al Jarreau - Agenzia Luna Blu ( 	Moonlighting)
- Jack Elliott - Giudice di notte (Night Court)
- Martin Cohan, Blake Hunter e Robert Kraft - Who's the Boss? (Who's the Boss?)
- John Lennon, Paul McCartney e W.G. Snuffy Walde - The Wonder Years (The Wonder Years)